# Meldrum-sav
A Meldrum-sav barnásfehér szilárd anyag (op. 96 °C). Vízben jól oldódik. Erős sav, amit sokáig „rendellenesnek” tartottak, mert sokkal (8 nagyságrenddel) erősebb, mint a hozzá legjobban hasonlító dimetil-malonát. A rejtélyt 2004-ben Ohwada oldotta meg munkatársaival, különböző számítások alapján.

## Előállítás
A vegyületet először Andrew Norman Meldrum állította elő 1908-ban malonsavból és acetonból kénsav és ecetsav-anhidrid jelenlétében:

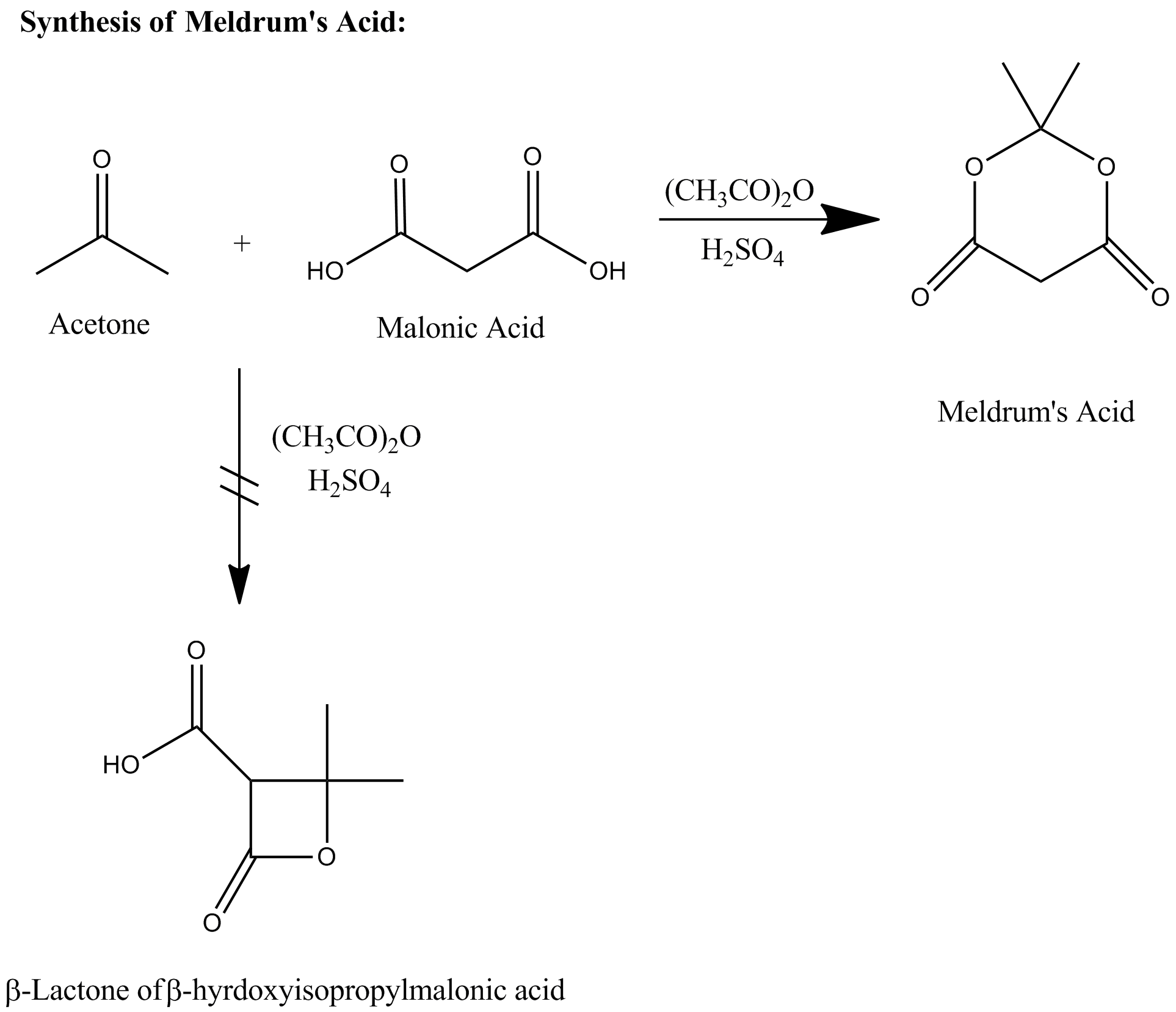
A Meldrum-sav szintézise.

Meldrum azt hitte, hogy a β-hidroxi-izopropil-malonsav β-laktonját állította elő (lásd az ábrán).

## Fordítás
Ez a szócikk részben vagy egészben  a   Meldrum's acid című angol Wikipédia-szócikk fordításán alapul.  Az eredeti cikk szerkesztőit annak laptörténete sorolja fel. Ez a jelzés csupán a megfogalmazás eredetét és a szerzői jogokat jelzi, nem szolgál a cikkben szereplő információk forrásmegjelöléseként.